# Îlot de la Reine Blanche
L'îlot de la Reine Blanche est un ensemble de bâtiments situés dans le 13e arrondissement de Paris, proche de la manufacture des Gobelins. Il est de forme triangulaire et inséré entre les rues des Gobelins, Berbier-du-Mets et Gustave-Geffroy. Les bâtiments des XVe, XVIe et XVIIe siècles sont classés monuments historiques à partir de 1980 et inscrits en 1989 et 1995.

## Origine du site
C'est la reine Marguerite de Provence, veuve de saint Louis, qui fit construire en 1290, sur le chemin allant de la rue de Lourcine, où elle avait fondé en 1270 le couvent des Cordelières, au moulin de Croulebarbe, un manoir au bord de la Bièvre où elle se retira jusqu'à sa mort en 1295 et dans laquelle résidera sa fille Blanche de France, veuve de Ferdinand, infant de Castille. Cette résidence est appelée au XIVe siècle « hostel de la Reyne Blanche », du fait que les reines françaises veuves s'habillaient en blanc, couleur de deuil (de la même manière, il y a, au château de Chenonceau, une chambre dite de la reine blanche, qui était occupée par Louise de Lorraine, veuve inconsolable de Henri III).
C'est peut-être dans cet hôtel que, le 28 janvier 1393, à l'occasion d'une réception donnée par Isabeau de Bavière, femme de Charles VI, s'est déroulé l'épisode connu sous le nom de Bal des ardents durant lequel le roi faillit mourir brûlé. Ce qui est certain, c'est qu'en 1404 ce dernier ordonna la destruction de la bâtisse.

## Historique des différents bâtiments actuels
Au XVe siècle, le quartier des bords de Bièvre était en dehors de Paris, dans le bourg Saint-Marcel, ceint de sa propre muraille et développé sur le lieu d'une nécropole gallo-romaine autour de l'église renfermant la tombe de saint Marcel. Il est délaissé par la noblesse qui, depuis le XIIIe siècle, y possédait des résidences de plaisance ou « séjours », au profit d'une activité industrielle attirée par les eaux de la Bièvre et occupé alors par plusieurs familles de teinturiers, dont les familles Gobelin et Canaye. Jean (ou Jehan) Goblin, s'y installe en 1447.
L'emplacement de l'hôtel de la Reine Blanche figure encore en 1450 sur le plan du Bourg Saint-Marcel. Philibert Gobelin, fils de Jean, fait construire, le 1er avril 1486, une terrasse en échafaud surplombant la Bièvre. Le 5 août 1525, toute l'actuelle rue des Gobelins, sauf le no 7, possession du chapitre de Saint-Victor, appartient à la famille Gobelin.
Gilles Gobelin, sous François Ier (règne 1515-1547), établit la teinture en écarlate, puis les Canaye[réf. nécessaire], et ils font reconstruire une demeure et des bâtiments industriels sur l'emplacement de l'ancien hostel, le nom de « Reine Blanche » restant attaché au lieu.
De 1500 à 1535 s'élève ainsi un grand corps de logis à tourelles, deux étages avec deux escaliers à vis et deux étages de caves.
En 1572, Philippe Canaye vend le bâtiment à Michel Charpentier[réf. nécessaire].
Au XVIIe siècle, le bâtiment est racheté par Jean L'Hoste qui le transforme en habitat, crée la cour d'honneur et ajoute un passage cocher.
Plus tard, il devient une brasserie puis un club jacobin en 1790. S'agglomèrent autour, au cours des siècles, plusieurs bâtiments à vocation industrielle, une tuilerie, une tannerie puis, au milieu du XVIIIe siècle, l'ensemble des bâtiments devient la propriété d'Antoine Moinerie qui y établit de nouveau une teinturerie.
Les deux escaliers à vis comportent en leur centre un unique morceau de bois de bas en haut et qui soutient la toiture suivant des techniques flamandes.
La pavillon à tour a été complètement détruit pendant la Commune de Paris, puis reconstruit à l'identique.
En 1906, on perce la rue Gustave-Geffroy et en 1912 le lit de la Bièvre est canalisé et couvert pour devenir la rue Berbier-du-Mets.
En 1980, 1989 et 1995, les différents bâtiments sont classés monuments historiques. De 1999 à 2002, les divers bâtiments parasites du XIXe siècle sont détruits, l'îlot rénové et les bâtiments historiques restaurés. Ils sont ouverts à la visite.

Vues de la cour intérieure
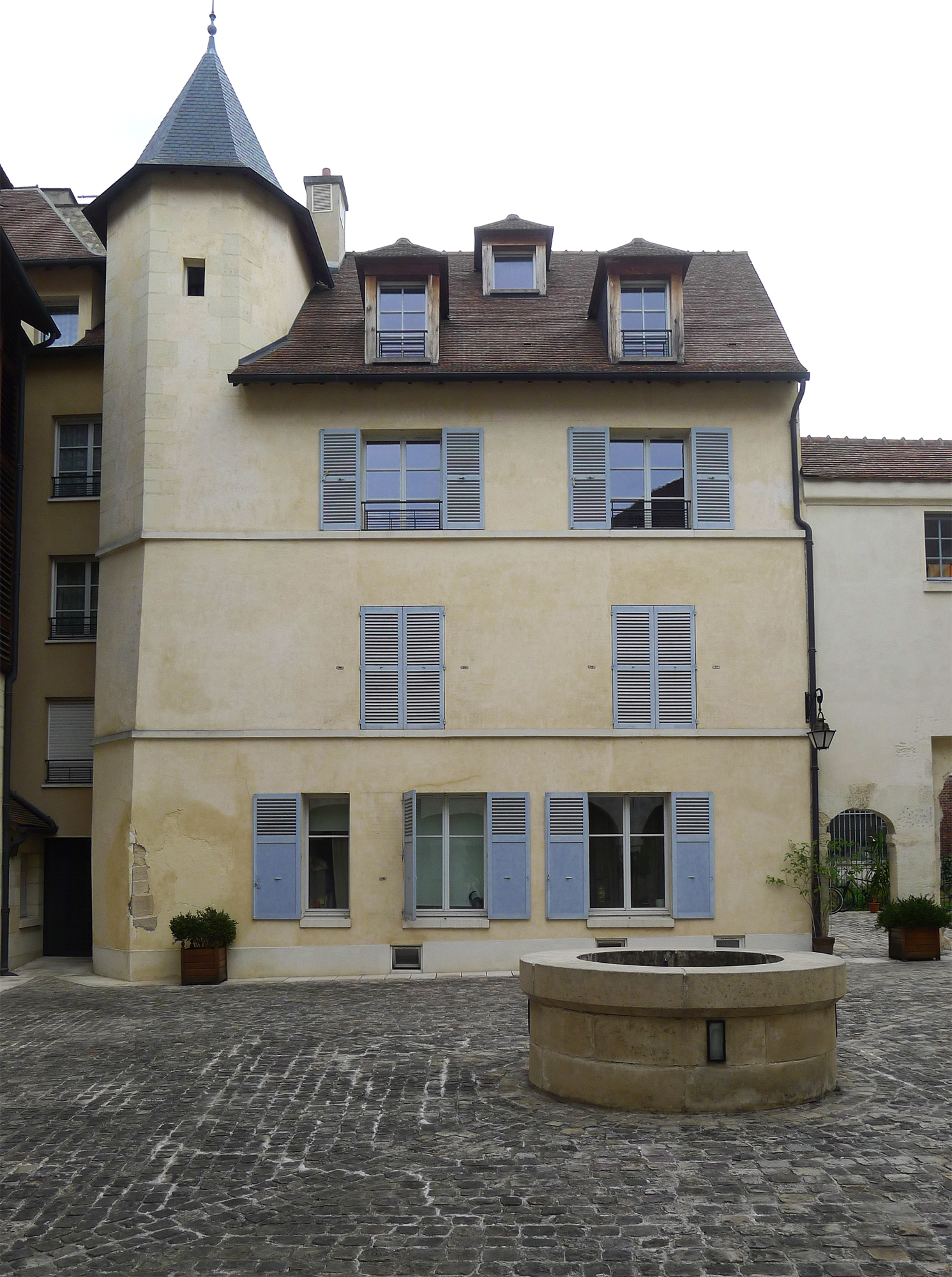
Pavillon nord avec tour et porche d'entrée.
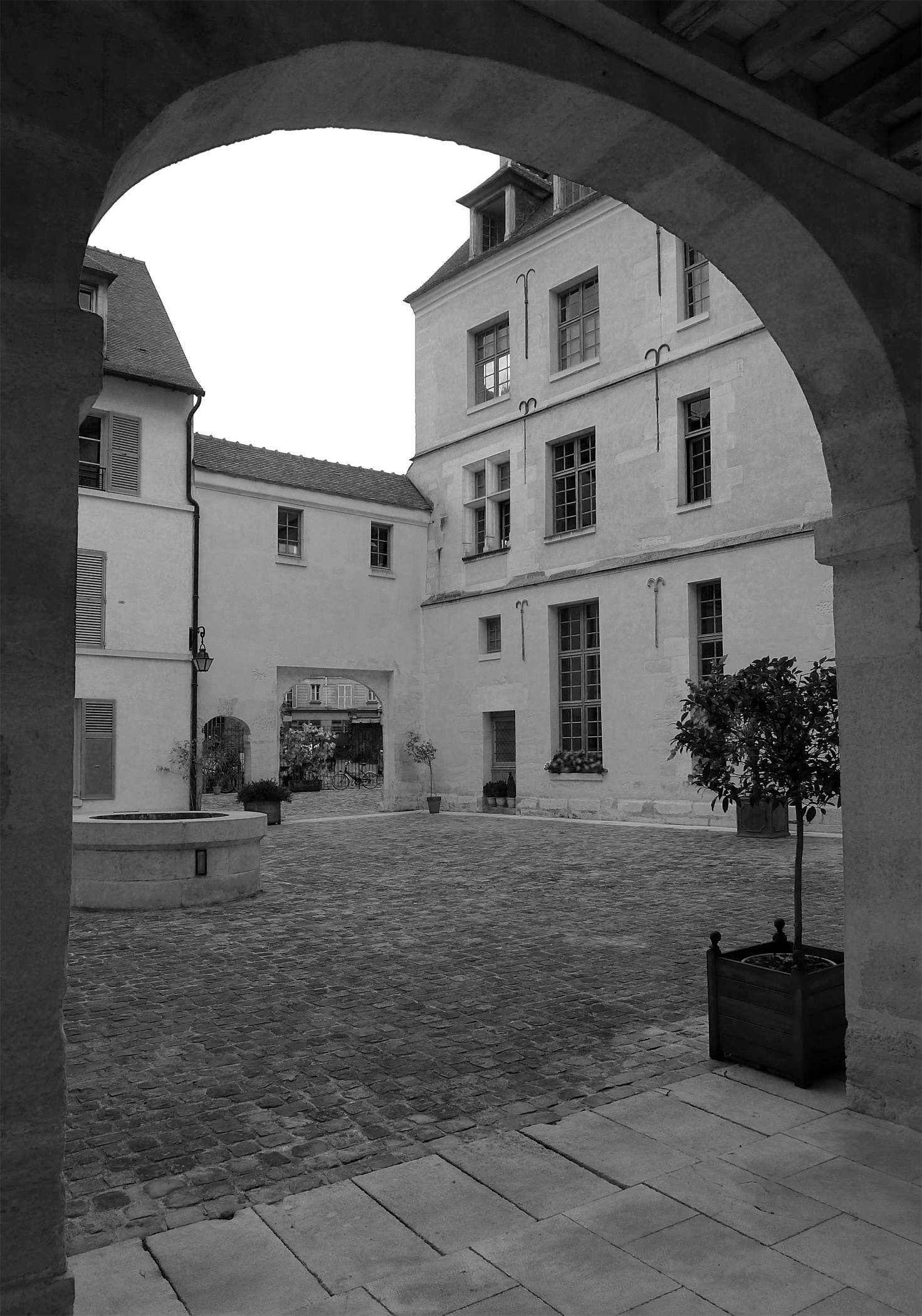
Porche d'entrée et bâtiment principal vus de la galerie.
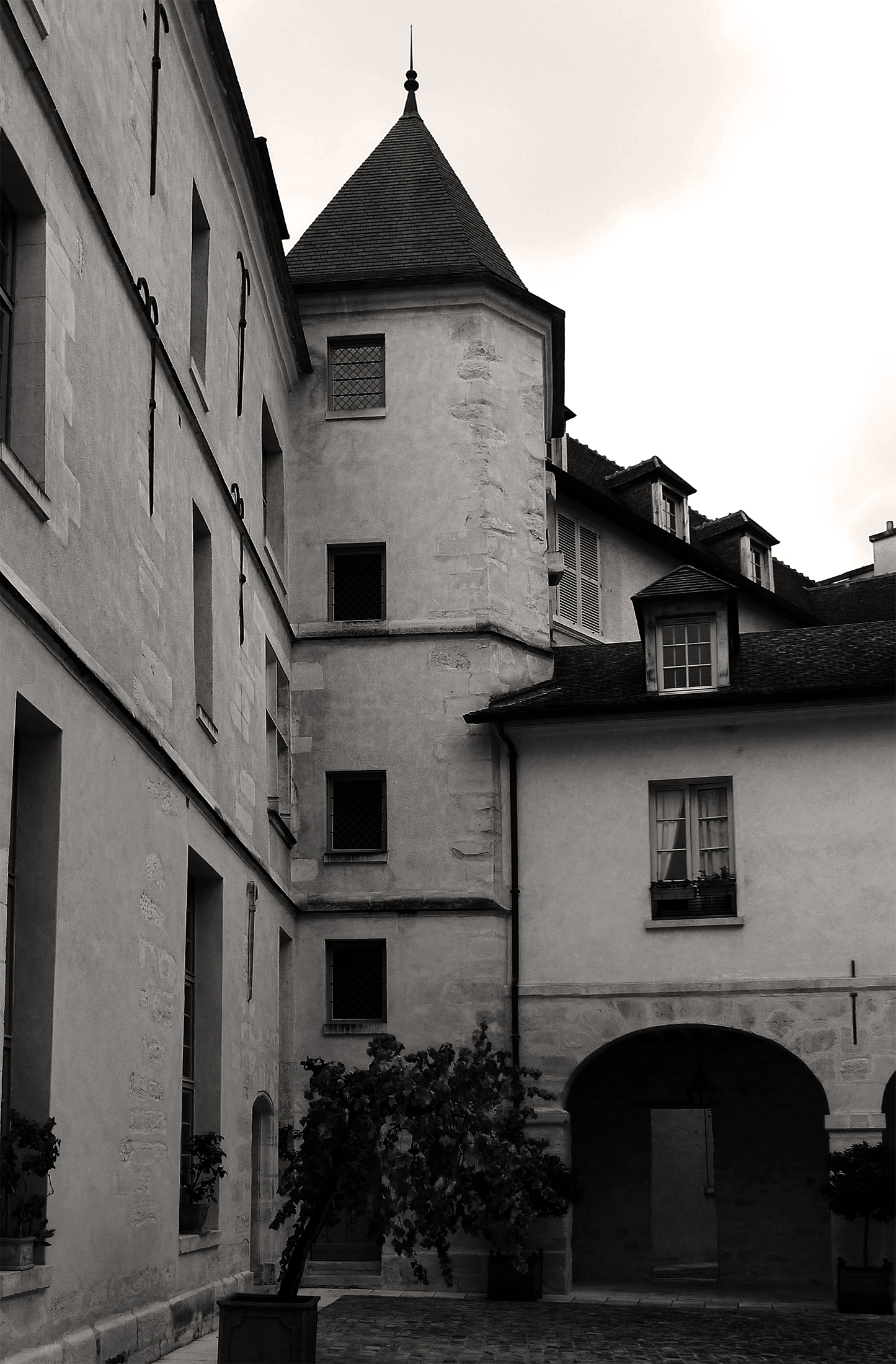
Tour d'angle du corps de logis principal.
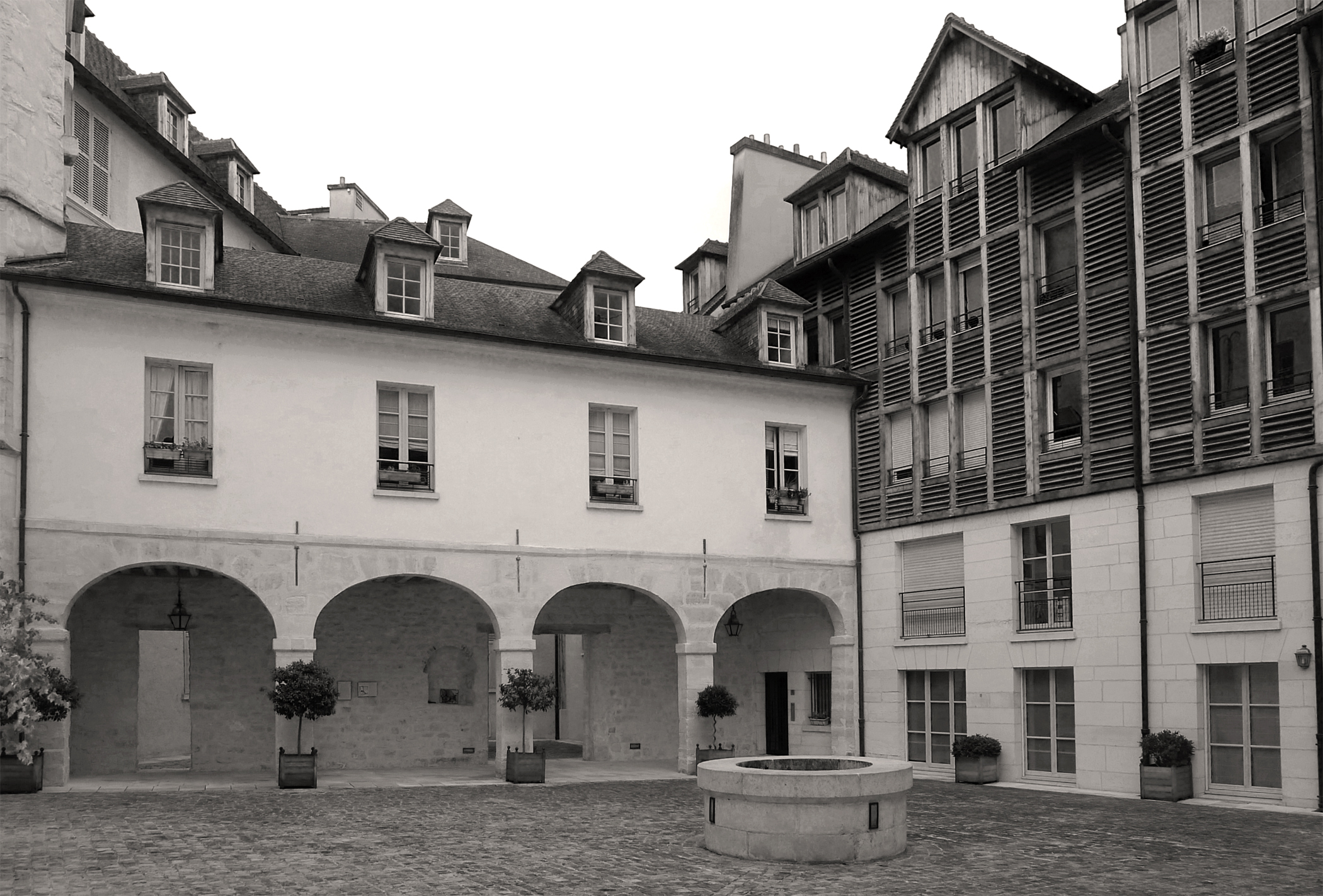
Galerie sud avec le puits.

Vues extérieures et détails architecturaux
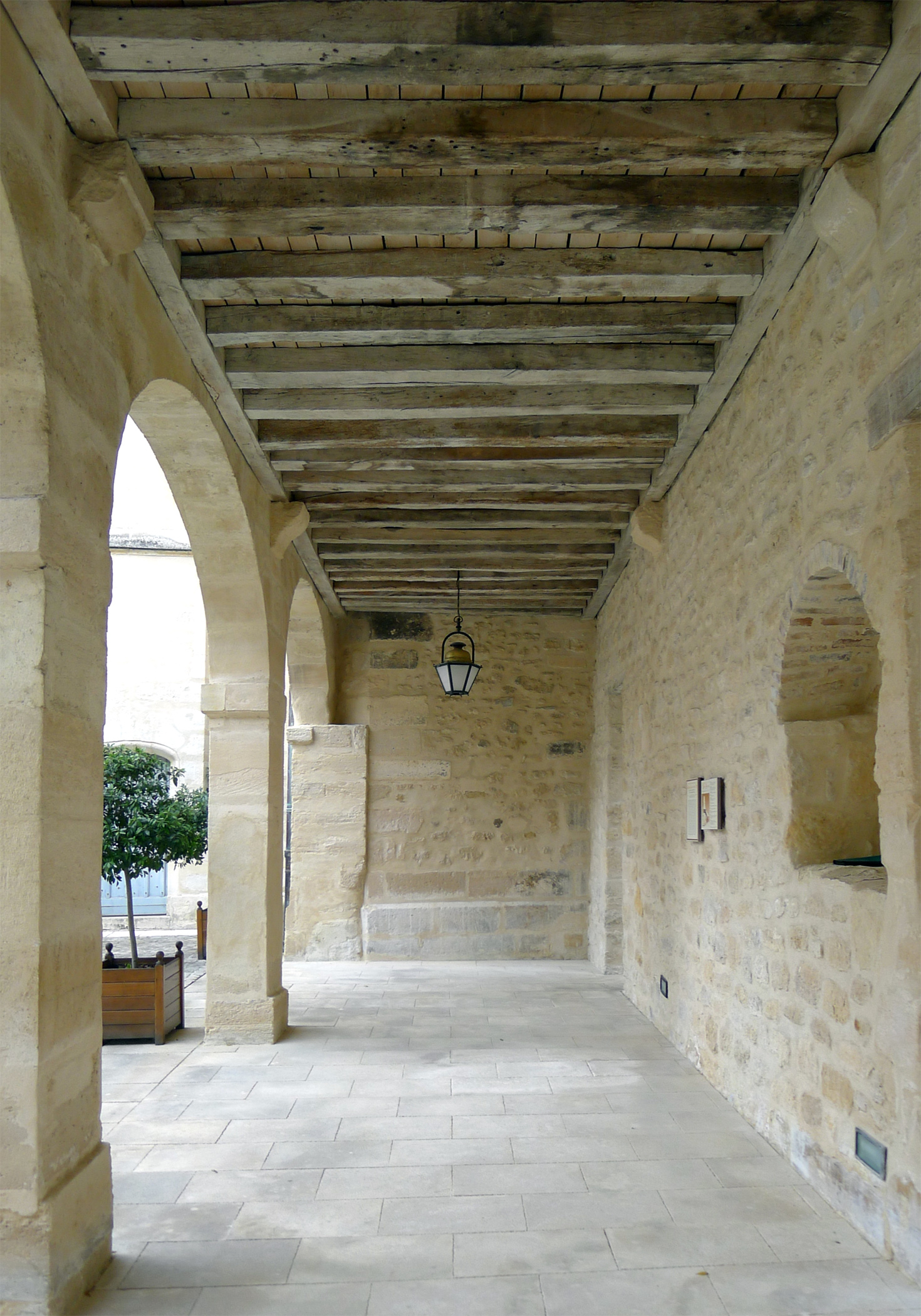
Galerie sud.
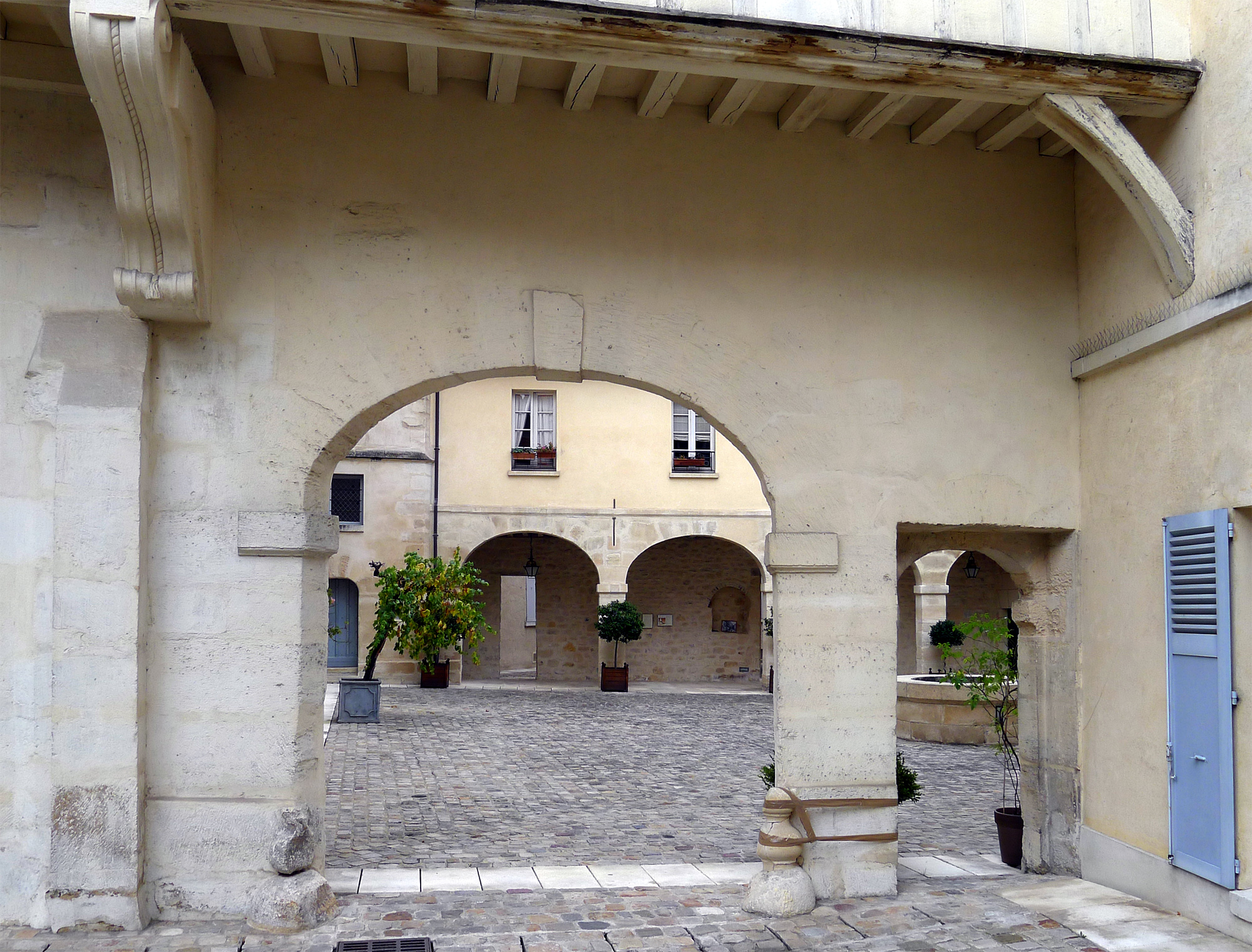
Passage cocher surplombé d'un encorbellement côté rue.
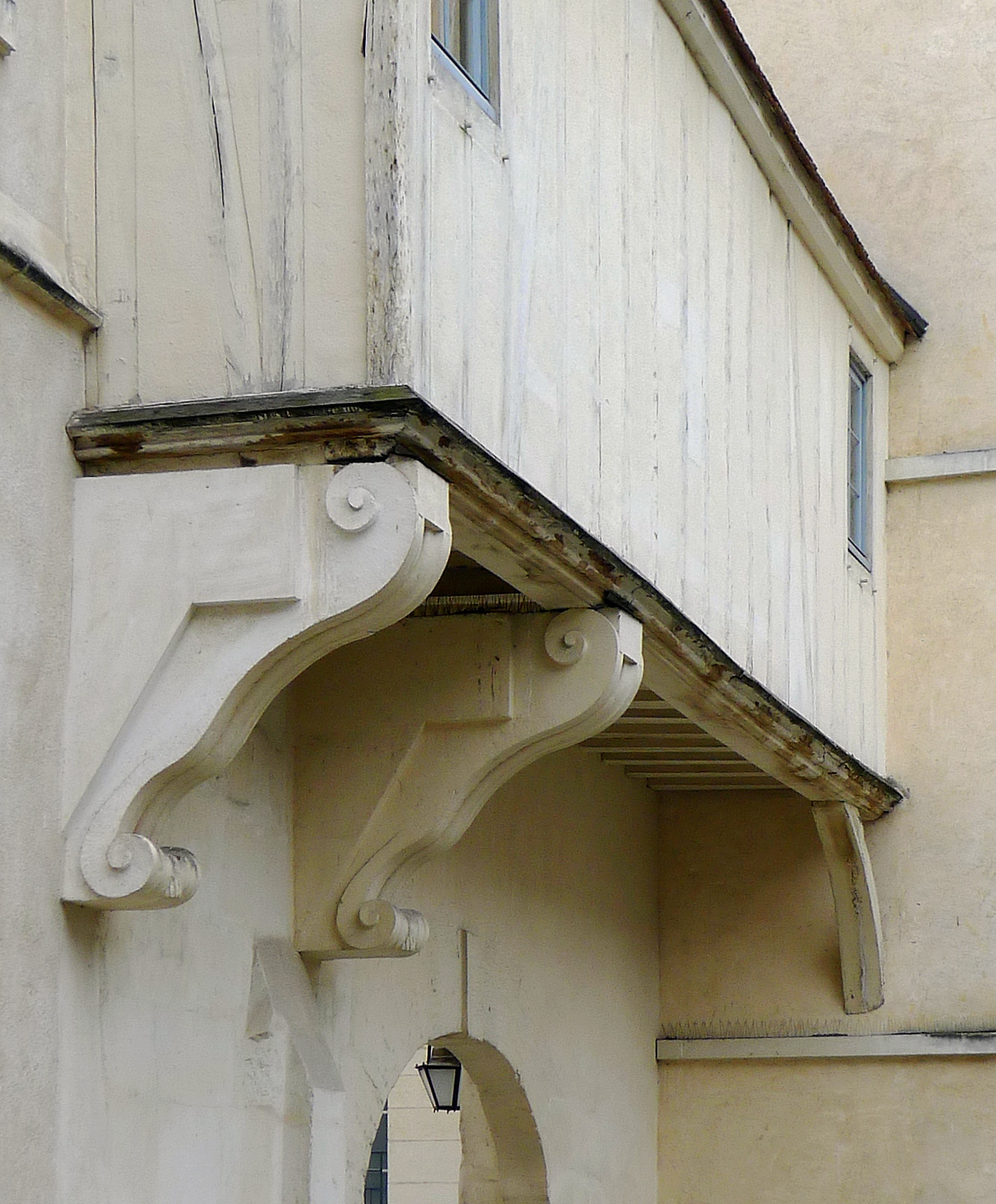
Détail de l'encorbellement.
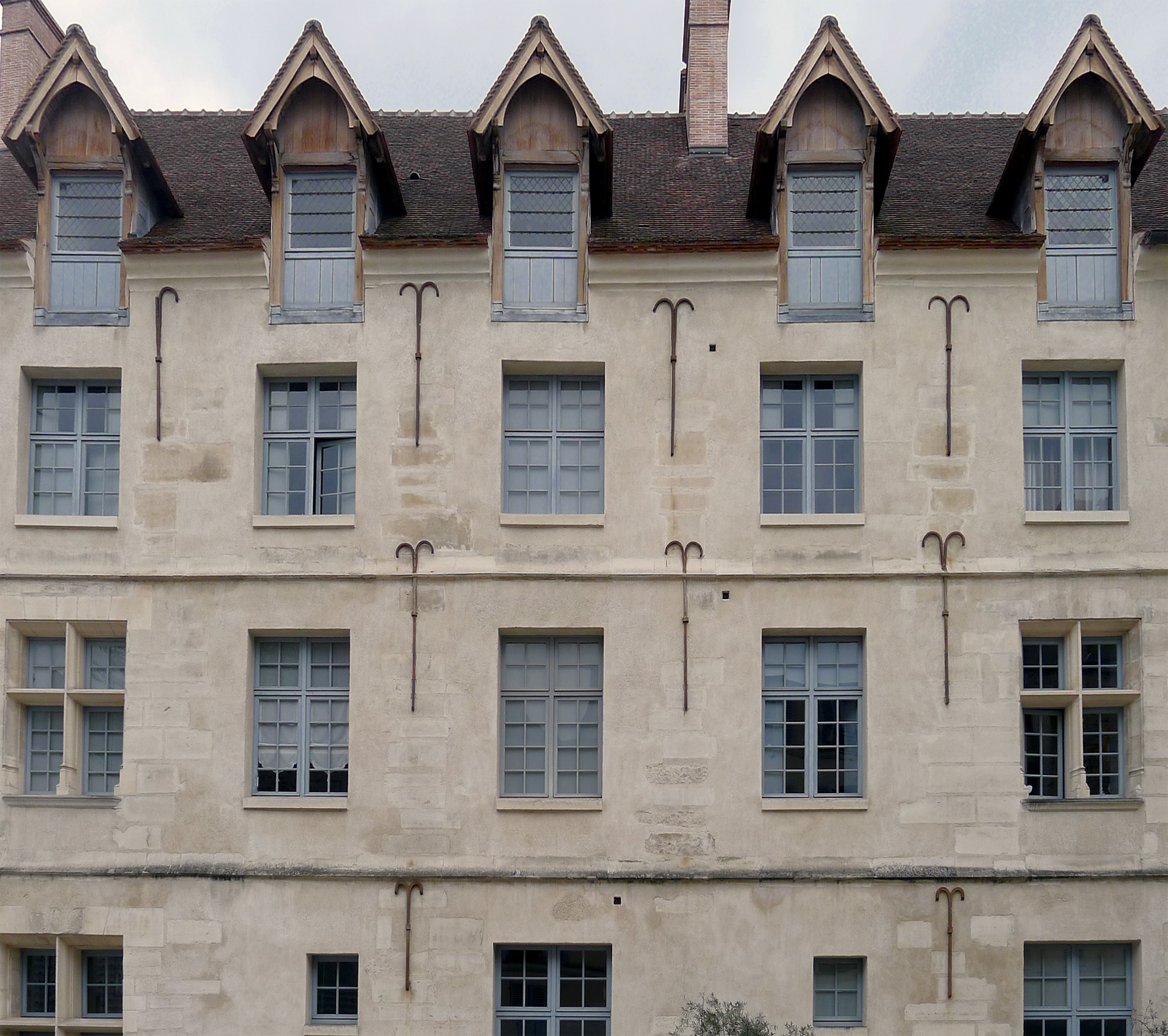
Façade sur rue du corps de logis principal.
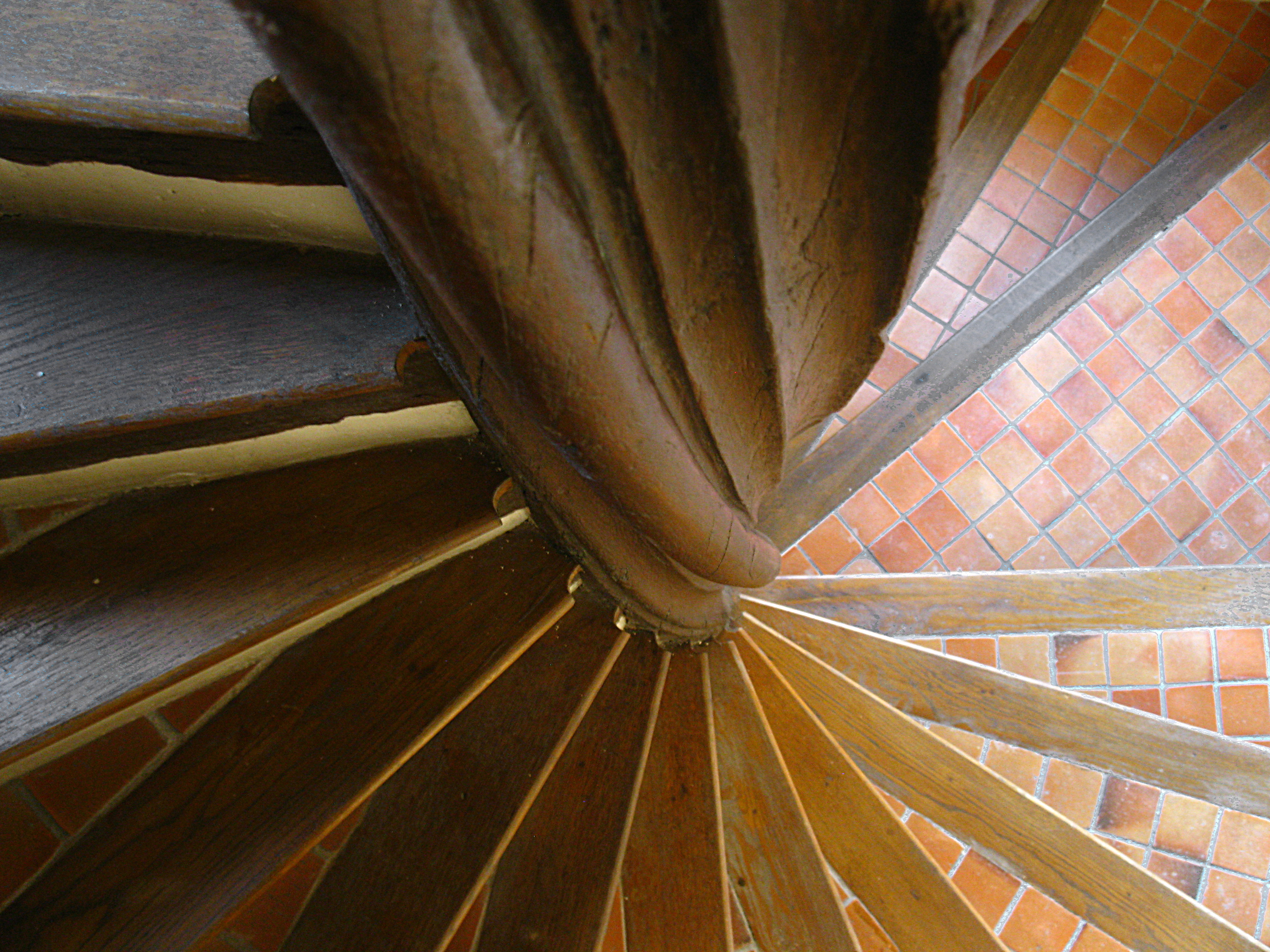
Escalier à vis et son moyeu central.